# Liste d'éclipses solaires

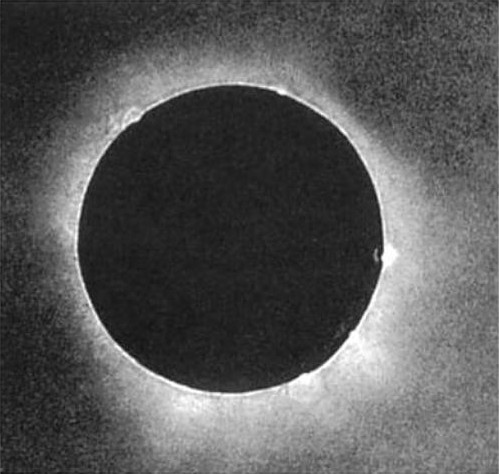
La première éclipse solaire photographiée, le 28 juillet 1851

Cet article dresse une liste d'éclipses solaires notables, classées par ordre chronologique. Elles sont toutes indiquées sur le site de la NASA.

## Listes

### Antiquité
| Date                    | Début (UTC) | Max (UTC) | Fin (UTC) | Type      | Durée | Parcours | Notes |
| ----------------------- | ----------- | --------- | --------- | --------- | ----- | -------- | --- |
| 24 juin 1312 av. J.-C.  |             |           |           | Totale    |       | Anatolie | Deuxième date possible pour l'éclipse de Mursili. Carte                                                       |
| 13 avril 1308 av. J.-C. |             |           |           | Annulaire |       | Anatolie | Première date possible pour l'éclipse de Mursili. Carte                                                       |
| 15 juin 763 av. J.-C.   |             |           |           | Totale    |       |          | Attestée par des sources assyriennes. Carte                                                                   |
| 28 mai 585 av. J.-C.    |             |           |           | Totale    |       |          | Prédite par Thalès de Milet. Carte                                                                            |
| 7 mars 51 av. J.-C.     |             |           |           | Annulaire |       | Dendérah | Visible sur le zodiaque de Denderah. Liste d'éclipses solaires du premier siècle av. J.-C. (en anglais) Carte |

### Moyen Âge
- 28 février 1207 : Éclipse solaire à Angers[2].
- 3 juin 1239 : Éclipse solaire totale à Montpellier[3].
- 16 juillet 1330 : Éclipse solaire totale à Constantinople (Dans Les tables faciles ; prévue[4] par Nicéphore Grégoras).

### XVesiècle
- 8 mai 1491 : Éclipse solaire à Metz (Journal de Jehan Aubrion).
- 8 juin 1499 : Dans une Pronostication, (sorte d’almanach), rédigée par l’astrologue Jaspar Laet et imprimée à Anvers, sans date[5].

### XVIIIesiècle
- 3 mai 1715 : Éclipse de Halley, totale sur l'Angleterre (dont Londres), le Danemark, la Suède, la Finlande. Edmund Halley avait prévu sa trajectoire. C'est la première éclipse ayant fait l'objet de mesures de temps[réf. nécessaire]. Le curé de Creysseilles, en Ardèche note ceci : « Éclipse solaire fort considérable commencée à 7 heures du matin qui a duré 3 heures et 3 quarts d'heure. »

### XIXesiècle
- 28 juillet 1851: Éclipse solaire totale, la première à être capturée via la daguerréotype, ancêtre de la  photographie moderne. Visible depuis l’observatoire royal de Königsberg, Prusse (maintenant Kaliningrad, Russie)[6]
- 18 juillet 1860 : Éclipse solaire totale, qui fournit l'un des éléments du scénario du roman Le Pays des fourrures de Jules Verne ; le mathématicien Edmond Bour se rend en Algérie pour l'observer.
- 7 août 1869 : Éclipse solaire observée aux États-Unis.
- 22 décembre 1870 : Éclipse totale à Madrid, rendue célèbre car survenue juste après l'enterrement de l'écrivain Gustavo Adolfo Bécquer.
- 22 janvier 1879 : Éclipse annulaire dans l'hémisphère sud, intervenant à l'issue de la défaite britannique d'Isandhlwana, au cours de la Guerre Anglo-Zouloue.

### XXesiècle
Le XXe siècle a compté 228 éclipses solaires : 78 partielles, 73 annulaires, 71 totales et 6 hybrides.
| Date            | Début (UTC) | Maximum (UTC) | Fin (UTC) | Type   | Durée        | Parcours              | Notes |
| --------------- | ----------- | ------------- | --------- | ------ | ------------ | --------------------- | --- |
| 29 mai 1919     |             |               |           | Totale | 6 min 50,7 s | Afrique de l'Ouest    | Photographiée par Arthur Eddington afin de vérifier la théorie de la relativité générale.                                          |
| 20 juin 1955    |             |               |           | Totale | 7 min 7,7 s  |                       | La plus longue du siècle. |
| 30 juin 1973    |             |               |           | Totale | 7 min 4 s    | Afrique subsaharienne | Éclipse du « Concorde » : utilisation d'un Concorde pour le suivi de l'éclipse.                                                    |
| 11 juillet 1991 |             |               |           | Totale | 6 min 53,1 s | Hawaï, Mexique        | Première éclipse totale à être observée depuis un des centres astronomiques majeurs de l'ère moderne (Observatoires du Mauna Kea). |
| 3 novembre 1994 |             |               |           | Totale | 4 min 23,3 s | Amérique du Sud       | |
| 11 août 1999    |             |               |           | Totale | 2 min 23 s   | Europe, Asie          | Sans doute l'une des éclipses totales ayant eu le plus grand nombre d'observateurs de toute l'Histoire.                            |

### XXIesiècle
Le XXIe siècle comptera 224 éclipses solaires : 77 partielles, 72 annulaires, 68 totales et 7 hybrides.
| Date               | Début (UTC)      | Maximum (UTC) | Fin (UTC) | Type      | Durée maximale | Parcours                                                                     | Notes                                                            |
| ------------------ | ---------------- | ------------- | --------- | --------- | -------------- | ---------------------------------------------------------------------------- | ---------------------------------------------------------------- |
| 21 juin 2001       | 10:35            | 12:03         | 13:31     | Totale    | 4 min 57 s     | Amérique du Sud, Afrique                                                     |                                                                  |
| 14 décembre 2001   |                  |               |           | Annulaire | 3 min 53 s     | Amérique du Nord et centrale                                                 |                                                                  |
| 10 juin 2002       |                  |               |           | Annulaire | 0 min 23 s     | Asie, Australie, Amérique du Nord                                            |                                                                  |
| 4 décembre 2002    | 05:50            | 07:31         | 09:11     | Totale    | 2 min 04 s     | Afrique du Sud, Antarctique, Indonésie, Australie                            |                                                                  |
| 31 mai 2003        | 12:15            | 12:20         | 12:45     | Annulaire | 3 min 37 s     | Europe, Asie, Amérique du Nord                                               |                                                                  |
| 23 novembre 2003   | 22:20            | 22:49         | 23:19     | Totale    | 1 min 57 s     | Australie, Nouvelle-Zélande, Antarctique, Amérique du Sud                    |                                                                  |
| 19 avril 2004      |                  |               |           | Partielle |                | Antarctique, Afrique du Sud                                                  |                                                                  |
| 14 octobre 2004    |                  |               |           | Partielle |                | Asie, Hawaii, Alaska                                                         |                                                                  |
| 8 avril 2005       | 18:54            | 20:35         | 22:18     | Hybride   | 0 min 42 s     | Pacifique, Amérique centrale                                                 |                                                                  |
| 3 octobre 2005     | 08:41            | 10:31         | 12:22     | Annulaire | 4 min 32 s     | Afrique du Nord, Europe, Proche-Orient, Moyen-Orient, Inde                   | Carte générale                                                   |
| 29 mars 2006       | 08:36            | 10:11         | 11:48     | Totale    | 4 min 07 s     | Afrique de l'Ouest, Afrique du Nord, Grèce, Turquie, Asie centrale, Mongolie | Carte générale                                                   |
| 22 septembre 2006  | 09:48            | 11:40         | 13:31     | Annulaire | 7 min 09 s     | Amérique du Sud, Afrique de l'Ouest, Antarctique                             |                                                                  |
| 19 mars 2007       | 22:38            |               | 02:25     | Partielle |                | Asie, Alaska                                                                 |                                                                  |
| 11 septembre 2007  |                  |               |           | Partielle |                | Amérique du Sud, Antarctique                                                 |                                                                  |
| 7 février 2008     |                  |               |           | Annulaire | 2 min 12 s     | Antarctique, Australie, Nouvelle-Zélande                                     |                                                                  |
| 1er août 2008      | 09:21            | 10:21         | 11:21     | Totale    | 2 min 27 s     | Canada, Europe, Asie                                                         |                                                                  |
| 26 janvier 2009    | 06:02            | 07:58         | 09:54     | Annulaire | 7 min 54 s     | Afrique du Sud, Antarctique, Asie du Sud-Est, Australie                      |                                                                  |
| 22 juillet 2009    | 00:51            | 02:35         | 04:19     | Totale    | 6 min 39 s     | Inde, Chine, Pacifique                                                       | La plus longue éclipse totale du XXIe siècle : Carte générale    |
| 15 janvier 2010    | 05:14            | 07:06         | 08:59     | Annulaire | 11 min 08 s    | Afrique, Asie                                                                | La plus longue éclipse annulaire du XXIe siècle : Carte générale |
| 11 juillet 2010    |                  |               |           | Totale    | 5 min 20 s     | Polynésie Française, Amérique du Sud                                         |                                                                  |
| 4 janvier 2011     |                  |               |           | Partielle |                | Europe, Afrique, Asie centrale                                               |                                                                  |
| 1er juin 2011      |                  |               |           | Partielle |                | Islande, Amérique du Nord, Extrême-Orient                                    |                                                                  |
| 1er juillet 2011   |                  |               |           | Partielle |                | Océan indien                                                                 |                                                                  |
| 25 novembre 2011   |                  |               |           | Partielle |                | Afrique du Sud, Antarctique, Tasmanie, Nouvelle-Zélande                      |                                                                  |
| 20 mai 2012        | 22:06            | 23:52:47      | 01:38     | Annulaire | 5 min 46 s     | Pacifique, Asie, Amérique du Nord                                            |                                                                  |
| 13 novembre 2012   |                  |               |           | Totale    | 4 min 02 s     | Australie, Nouvelle-Zélande, Amérique du Sud, Pacifique                      |                                                                  |
| 10 mai 2013        |                  |               |           | Annulaire | 6 min 03 s     | Australie, Nouvelle-Zélande, Pacifique                                       |                                                                  |
| 3 novembre 2013    |                  |               |           | Hybride   | 1 min 40 s     | Amérique du Nord, Europe, Afrique                                            |                                                                  |
| 29 avril 2014      |                  |               |           | Annulaire |                | Inde, Australie, Antarctique                                                 |                                                                  |
| 23 octobre 2014    |                  |               |           | Partielle |                | Pacifique, Amérique du Nord                                                  |                                                                  |
| 20 mars 2015       |                  |               |           | Totale    | 2 min 47 s     | Atlantique, Iles Féroé, Spitzberg, pôle Nord                                 |                                                                  |
| 13 septembre 2015  |                  |               |           | Partielle |                | Afrique du Sud, Inde, Antarctique                                            |                                                                  |
| 9 mars 2016        |                  |               |           | Totale    | 4 min 09 s     | Asie, Pacifique                                                              |                                                                  |
| 1er septembre 2016 |                  |               |           | Annulaire | 3 min 06 s     | Afrique, Madagascar, Île de la Réunion                                       |                                                                  |
| 26 février 2017    |                  |               |           | Annulaire | 0 min 44 s     | Afrique du Sud, Amérique du Sud                                              |                                                                  |
| 21 août 2017       |                  |               |           | Totale    | 2 min 40 s     | Amérique du Nord                                                             |                                                                  |
| 15 février 2018    |                  |               |           | Partielle |                | Antarctique, Amérique du Sud                                                 |                                                                  |
| 13 juillet 2018    |                  |               |           | Partielle |                | Australie                                                                    |                                                                  |
| 11 août 2018       |                  |               |           | Partielle |                | Europe, Asie                                                                 |                                                                  |
| 6 janvier 2019     |                  |               |           | Partielle |                | Asie                                                                         |                                                                  |
| 2 juillet 2019     |                  |               |           | Totale    | 4 min 33 s     | Amérique du Sud                                                              |                                                                  |
| 26 décembre 2019   |                  |               |           | Annulaire | 3 min 39 s     | Asie                                                                         |                                                                  |
| 21 juin 2020       |                  |               |           | Annulaire | 0 min 38 s     | Asie                                                                         |                                                                  |
| 14 décembre 2020   |                  |               |           | Totale    | 2 min 10 s     | Amérique du Sud                                                              |                                                                  |
| 10 juin 2021       |                  |               |           | Annulaire | 3 min 51 s     | Amérique du Nord, Europe                                                     |                                                                  |
| 4 décembre 2021    |                  |               |           | Totale    | 1 min 54 s     | Antarctique                                                                  |                                                                  |
| 30 avril 2022      |                  |               |           | Partielle |                | Amérique du Sud                                                              |                                                                  |
| 20 avril 2023      | 04 h 17 min 56 s |               |           | Hybride   |                | Australie                                                                    |                                                                  |
| 8 avril 2024       | 14h16            | 15h24         | 16h32     | Totale    | 4 min 13 s     | Amérique du Nord & Mexique                                                   |                                                                  |